# 二龍喉公園
二龍喉公園（葡萄牙語：Jardim da Flora）又稱何東花園、兵頭花園，位於澳門松山山麓，是現時澳門半島唯一設有動物園的公園。

## 沿革
二龍喉公園前身為龍田村外的荒丘，於1848年由亞美打（Padre Vitoriano de Almeida）神父命人修築為園林。19世紀末，由澳葡政府購入，作為早期澳門總督之官邸。後來在1931年，因附近的火藥庫發生爆炸，釀成21死84傷，建築物受損壞。富商何東購買了部分土地，闢為公園。在澳門總督遷出後，庭園開放供公眾遊賞，並於1959年改建成公園。二龍喉公園入口左邊的山地已屬何東的物業，但他在公園擴建時再將此地贈予政府。其後在1996年至1997年，擴建為現時模樣。

## 地理位置
二龍喉公園位於澳門半島的士多鳥拜斯大馬路，佔地總面積約1.6萬平方公尺。

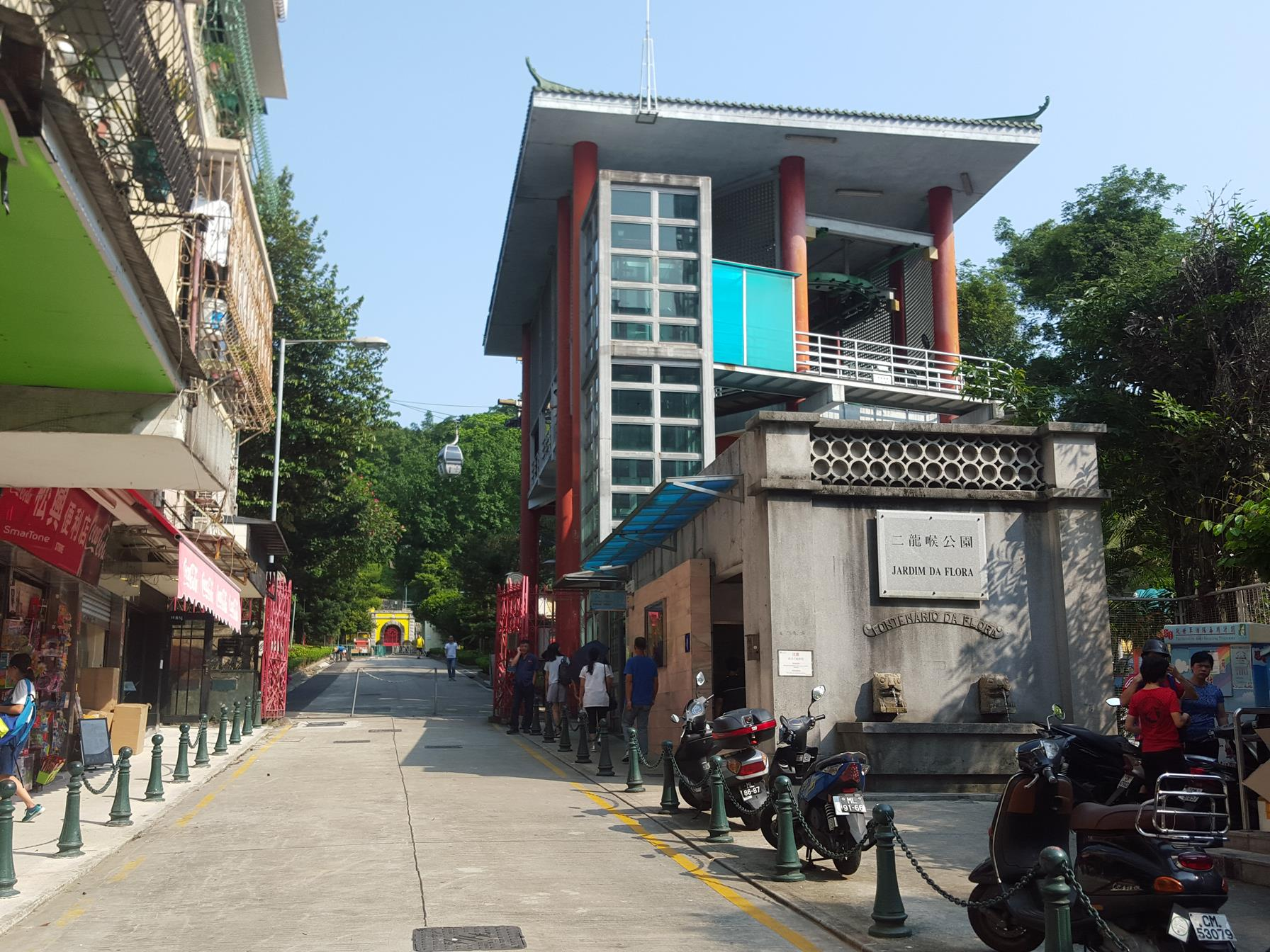
公園門口

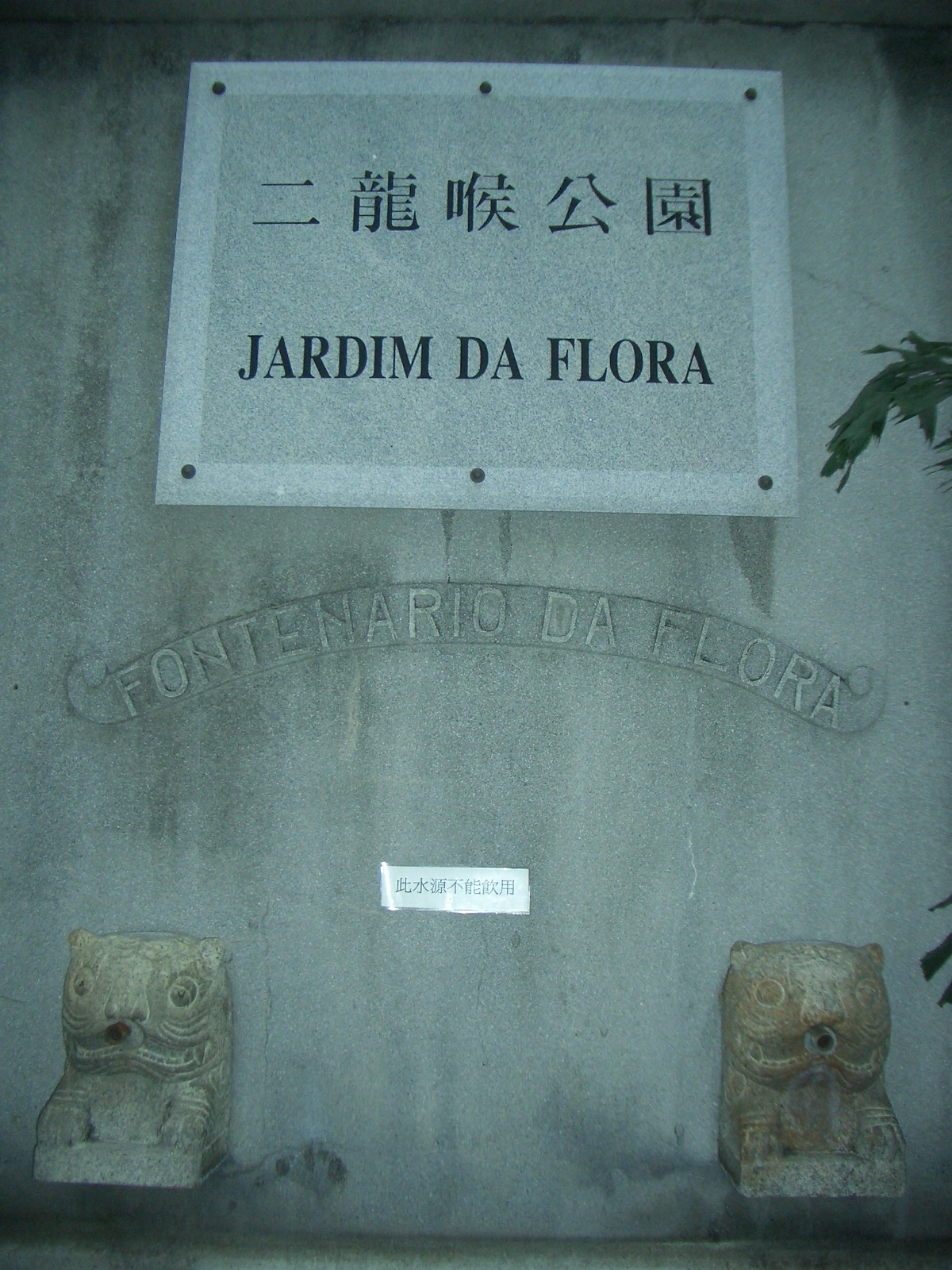
二龍喉公園門外石製雕物

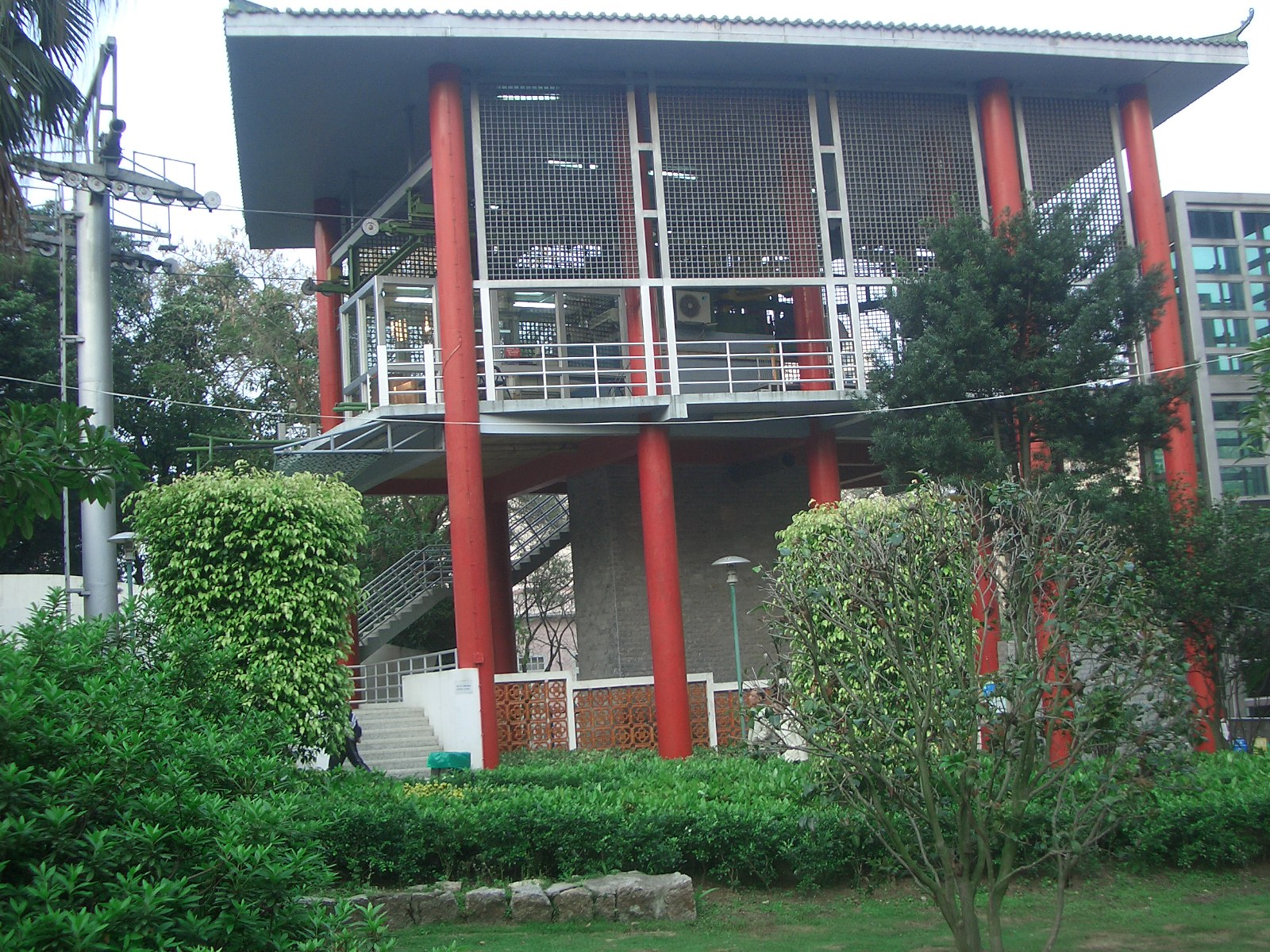
松山纜車山下站

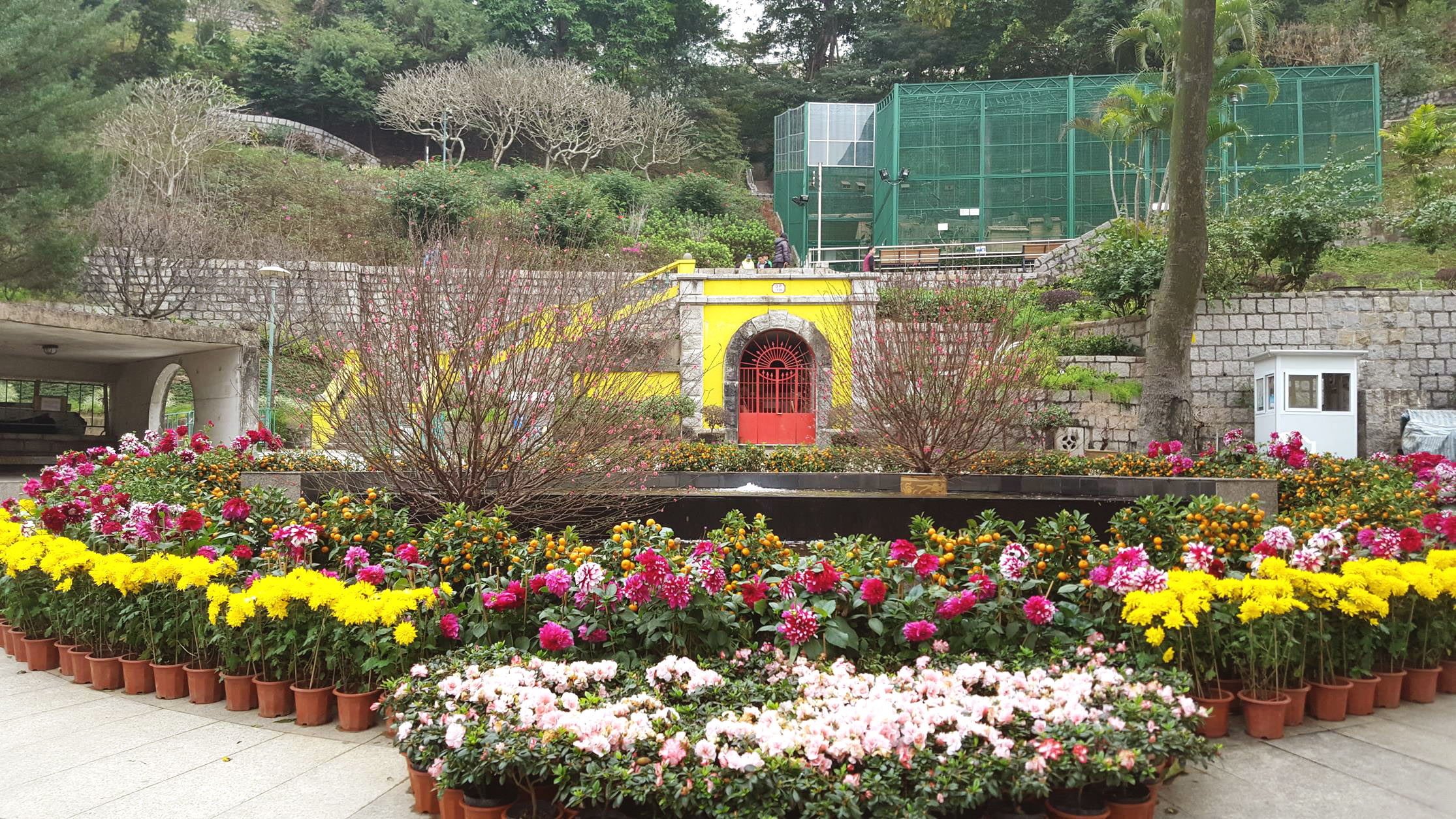
公園設有連接松山市政公園的小徑

## 歷史文物
對於二龍喉之水泉，最早載於《香山縣誌》：“澳山泉有，曰大龍喉，曰二龍喉，曰小龍喉，俱在東望洋寺右。”公園之命名就是與此山泉的兩隻噴水雕物有關。昔日澳門居民喜歡以水車運載泉水到茶樓酒家，以二龍喉泉水泡茶享用。從前泉水由兩隻石製老虎口中流出；該山泉早已枯竭，只餘下兩隻石製雕物為門外裝潢。

## 設施

### 動物園
動物園飼養了哺乳動物、雀鳥和爬行動物。動物園內的動物，除一般鳥類和烏龜等外，當中一些更是受保護動物，如：黑熊、獼猴、天竺鼠、兔子、刺蝟和金雞等。
當中亞洲黑熊Bobo是於1986年12月19日上午由一家飯店主動將其送往市政狗房，其後於二龍喉公園飼養，由於當時上演著有關黑熊的電視劇中的主角就叫「Bobo」，於是澳門居民便開始暱稱其為「寶寶」。Bobo茹素，每天兩餐主要進食疏菜和生果、高纖餅乾，間中亦有為其配以補鈣的補充劑。2018年11月19日，民政總署新聞稿稱Bobo該年1月起出現食慾下降、精神疲倦等狀況；身體情況轉差，離世前食慾大幅下降（食量不足平日的一成，並需飼養員親手餵食與打點滴提供營養）之餘，關節退化情況惡化，後肢無力及跛行開始出現，大部分時間在獸舍內平躺於地上；Bobo至翌日早上11時在飼養團隊陪伴下離世，終年35歲。民政總署於其活動場外設置悼念區域，並於同月24日宣佈已聘請深圳專家，兩星期內把BoBo遺體製成標本，2021年6月中旬起於路環的打纜街的澳門動物標本展示館作長期展示。

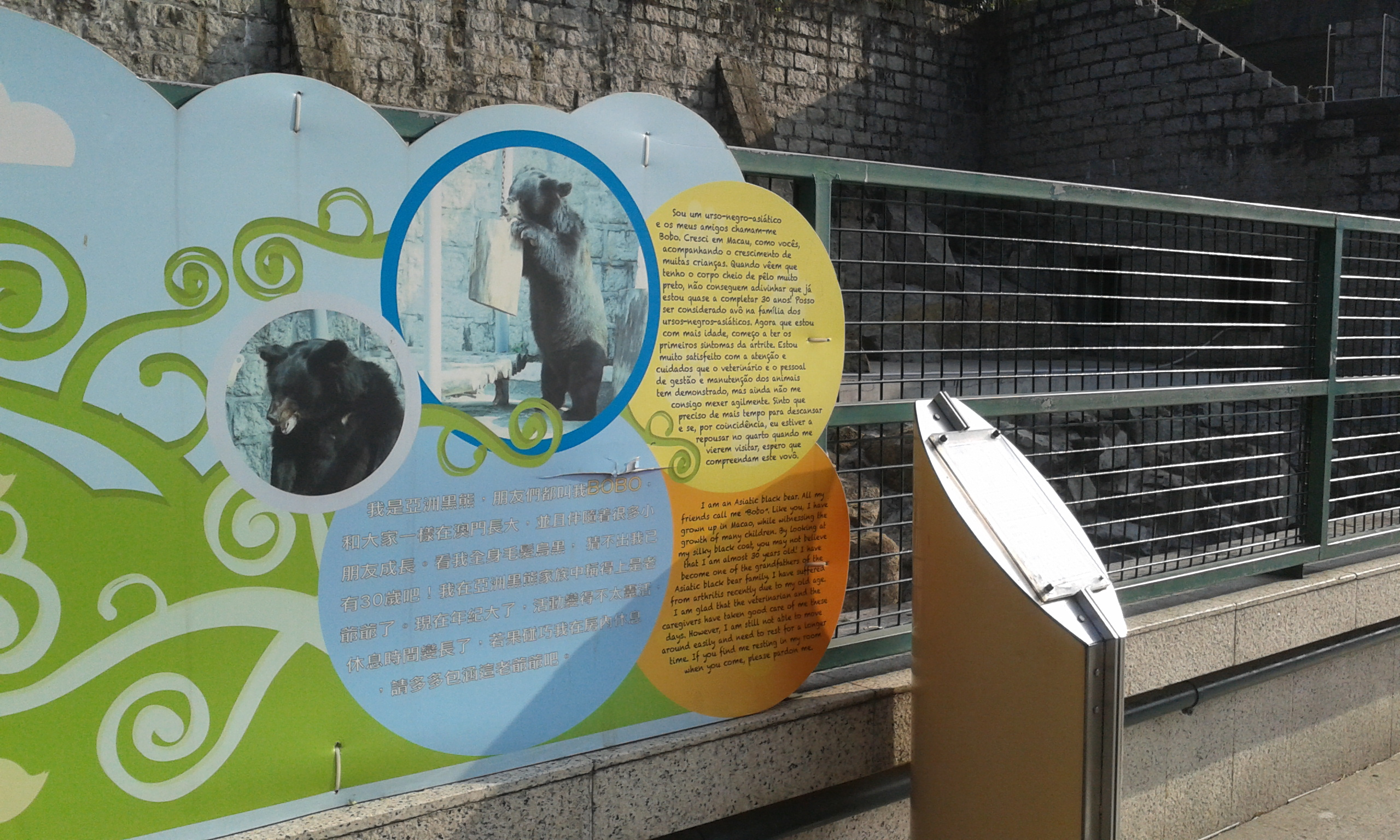
黑熊Bobo天地
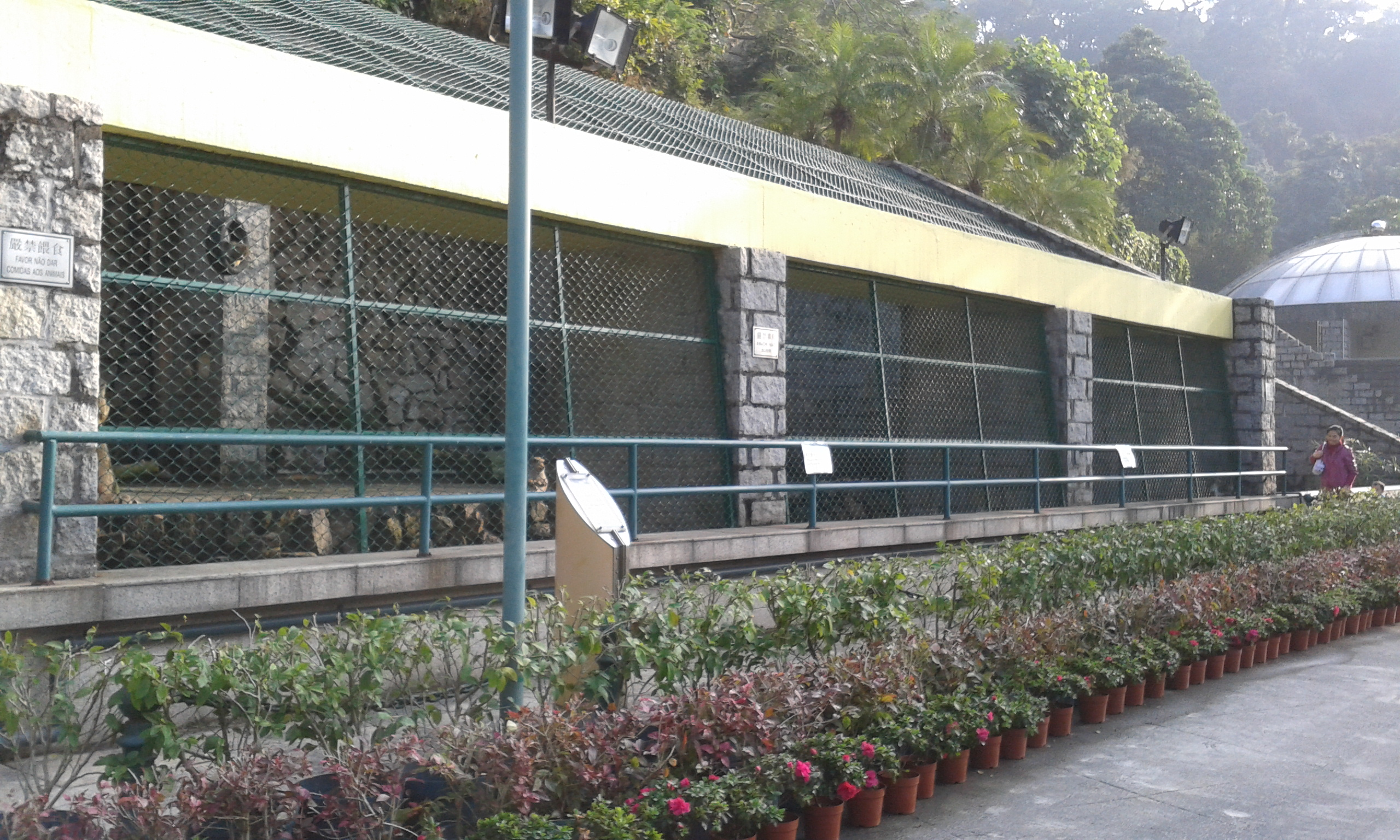
獼猴展示區

### 登山纜車
松山纜車的登山纜車站設於二龍喉公園入口之右邊，纜車可直達松山市政公園的露天劇場。登山纜車於1997年10月1日正式啟用，每纜車車廂可乘載4人到山上欣賞澳門的景色。

### 兒童遊樂場
新兒童遊樂場位於松山纜車下站側，相鄰魯彌士主教幼稚園，佔地面積約1,500平方米，設計以自然叢林探險為主題，適合2至6歲或身高1.2米以下兒童遊玩。場內以兒童遊樂車道環繞，並配合四周建築物的氛圍，藉此以自然叢林探險為概念。正中央為木屋滑梯組合與蜂巢滑梯等豐富多樣的設施，滿足孩童滑行、躲藏、攀爬等身體發育及玩樂需要。透過圍繞互動性、多元體驗及共融等元素啓發兒童思維、感官及認知能力。場內鋪設無縫安全地墊，設有室外洗手池，部分座位造型圍繞樹木，綠植佈局與設計主題融合。而靠近入口處設有可遮陽避雨的休憩等候區，供家長及兒童短暫休息。
新兒童遊樂場於2023年3月27日起正式對外開放。秉持友善校園與社區設施共享理念，遊樂場將在魯彌士主教幼稚園教學活動以外的時間向公眾開放，時間為星期一至五傍晚6時至晚上10時，星期六下午1時至晚上10時，星期日、幼稚園休假及公眾假期則為上午8時至晚上10時。遊樂場設有三個出入口，其中一個緊貼魯彌士主教幼稚園的圍欄分隔供幼稚園活動出入使用，另外兩個分別以無障礙通道連接二龍喉公園入口和士多鳥拜斯大馬路入口。首階段僅開放二龍喉公園入口供市民進出。兒童遊樂車道只限兒童三輪車遊玩。

### 其他設施
- 綜合球場
- 環境資訊中心（已拆卸）
- 腳底按摩區
- 松山行人隧道

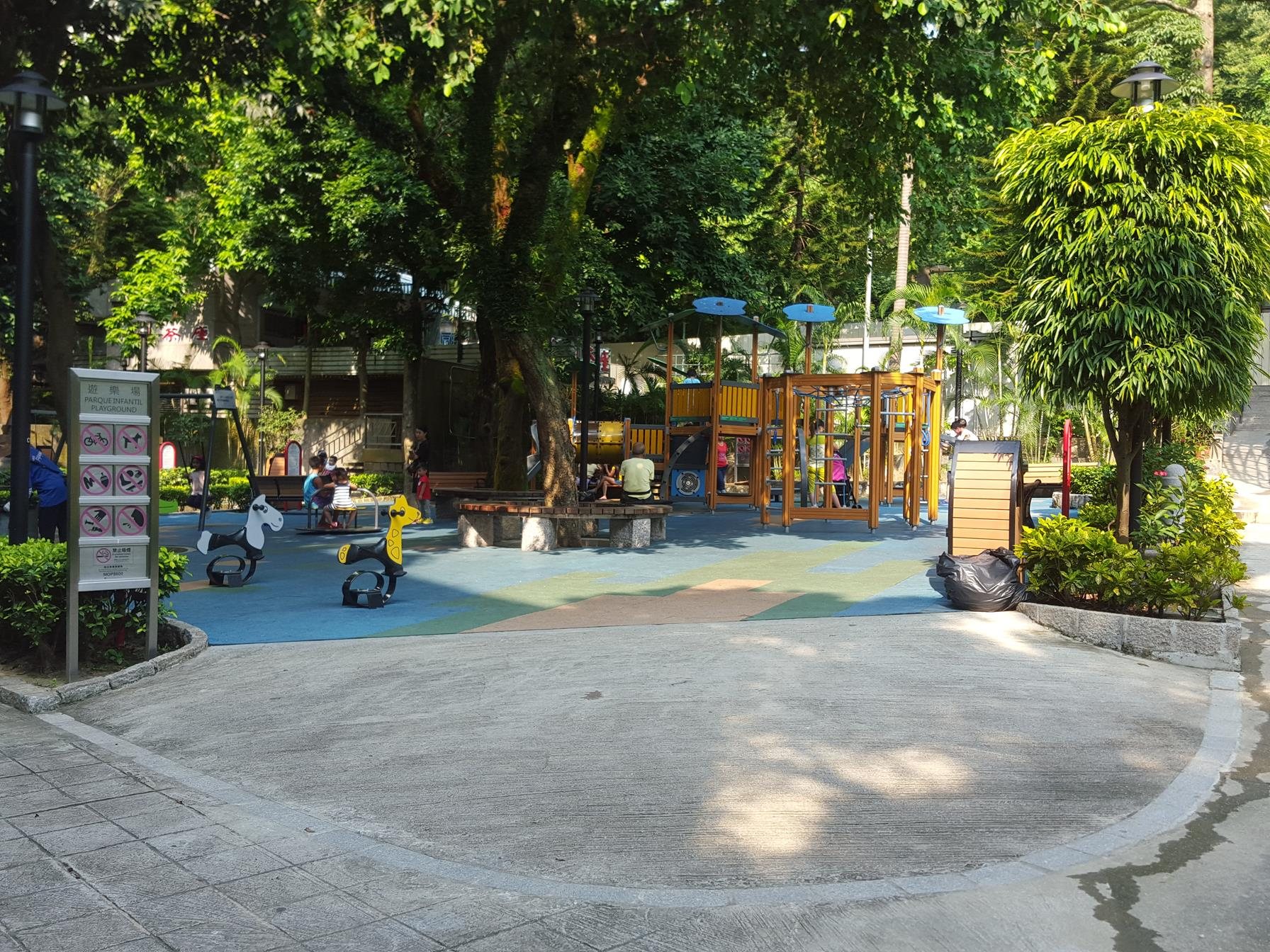
兒童遊樂場
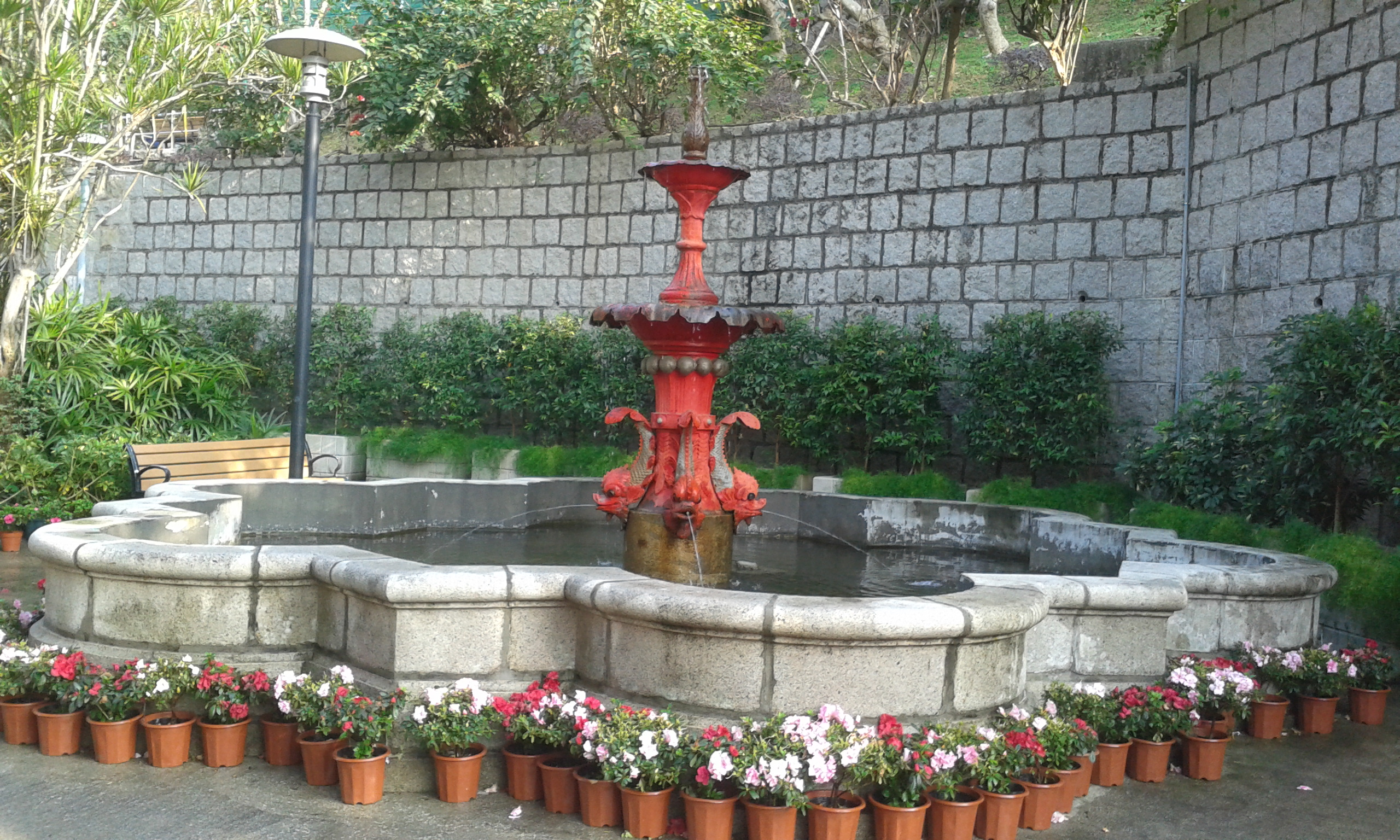
錦鯉池
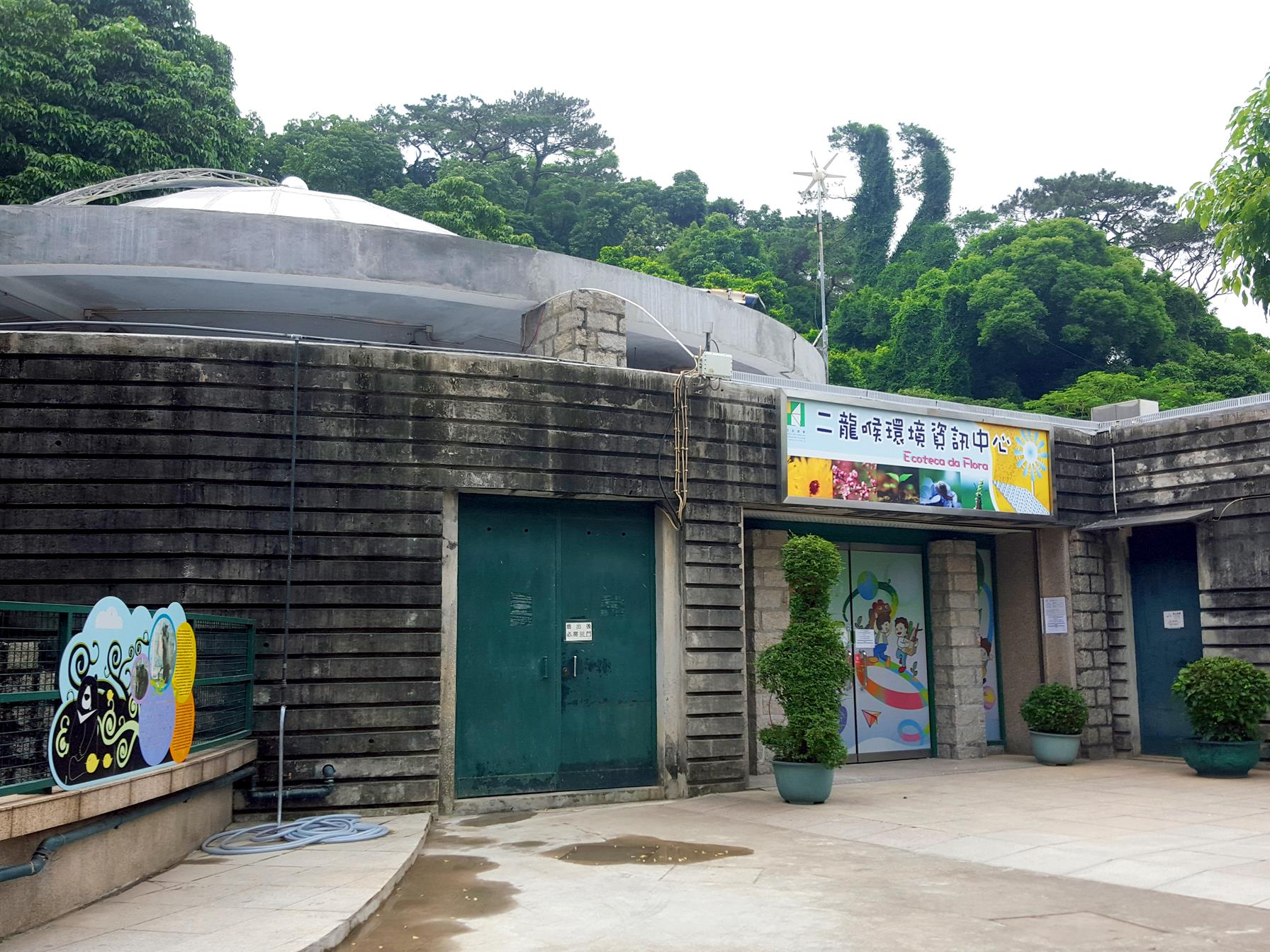
二龍喉環境資源中心（已拆卸）
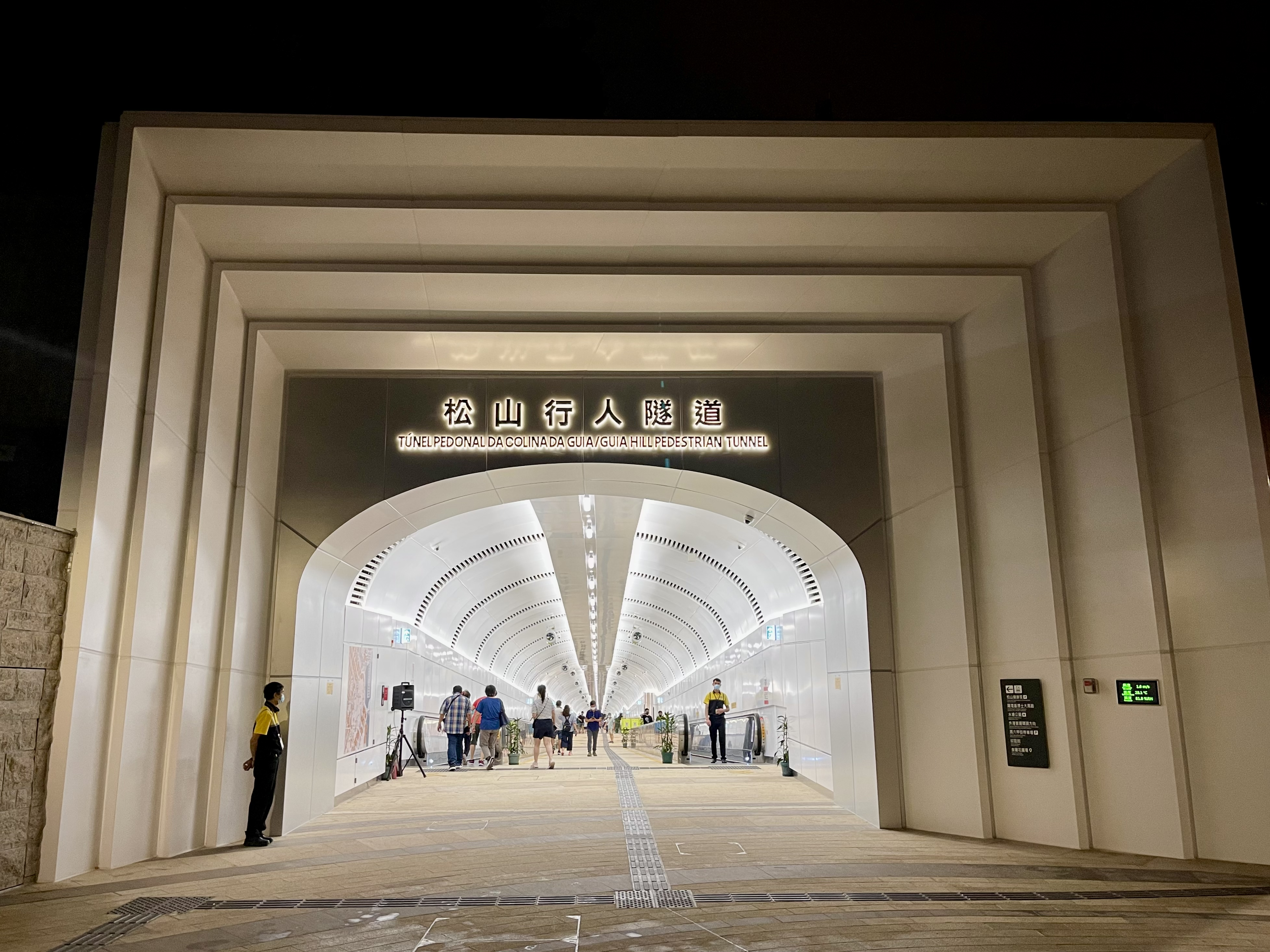
松山行人隧道（高士德之入口）

## 交通

### 公共巴士
M61 二龍喉公園（Jardim Flora）
路線：2、2A、6A、12、17、18、18A、18B、19、22、23、25、25B、32、56、H2

## 資料來源
1. ↑  二龍喉公園簡介 （页面存档备份，存于） 民政總署
2. ↑  . 澳門基金會.   [2021-11-08]. （原始内容存档于2021-11-09）. （页面存档备份，存于）
3. ↑  . 華僑日報第二張第三頁. 1931年8月17日.（繁體中文）
4. ↑  . 澳門日報. 2022-09-09  [2023-03-24]. （原始内容存档于2023-03-24）.
5. ↑  . 華僑報. 1986年12月20日.
6. ↑  . 澳門每日時報. 2018年11月22日  [2018年11月24日]. （原始内容存档于2020年5月10日）. （页面存档备份，存于）
7. ↑  . 力報. 2017年2月11日  [2018年11月20日]. （原始内容存档于2019年6月18日）. （页面存档备份，存于）
8. ↑  . 民政總署 (澳门). 2018年11月20日  [2018年11月20日]. （原始内容存档于2020年3月15日）. （页面存档备份，存于）
9. ↑  . 東方日報. 2018年11月21日  [2018年11月21日]. （原始内容存档于2019年1月29日）. （页面存档备份，存于）
10. ↑  . 澳門電台. 2018年11月24日  [2018年11月24日]. （原始内容存档于2019年6月10日）. （页面存档备份，存于）
11. ↑  . 澳門日報. 2023-02-11  [2023-03-24]. （原始内容存档于2023-03-24）.
12. ↑  . TDM 澳廣視新聞. 2023-02-08  [2023-03-24]. （原始内容存档于2023-03-24）.
13. ↑  . 市政署（IAM）. 澳門特別行政區新聞局. 2023年3月24日  [2023年3月24日]. （原始内容存档于2023年3月24日）.